# Nasr El-Din Abas
Nasr El-Din „Gaksa” Abas (arab. نصر الدين جكسة عباس; ur. w 1944) – sudański piłkarz grający na pozycji napastnika, olimpijczyk. Dwukrotny medalista mistrzostw kontynentu.
28 sierpnia 1972 zagrał w pierwszym spotkaniu olimpijskim, w którym rywalem byli piłkarze Meksyku. Jego reprezentacja przegrała 0–1, zaś Gaksa dostał żółtą kartkę. Wystąpił również w dwu kolejnych spotkaniach: w przegranym 1–2 meczu ze Związkiem Radzieckim, oraz w ostatniej potyczce grupowej z drużyną Birmy, również przegranej (0–2). W potyczce z ZSRR strzelił jedyną bramkę dla Sudanu na tym turnieju. Sudańczycy odpadli po fazie grupowej.
Abas zagrał w czterech z ośmiu spotkań eliminacyjnych do mistrzostw świata w Meksyku (1970). Obie bramki zdobył w meczach z Nigerią, grał też w spotkaniach z reprezentacją Etiopii.
W kadrze Sudanu pojawił się już w 1963 roku na Pucharze Narodów Afryki w Ghanie (srebrny medal). Zagrał we wszystkich trzech spotkaniach, w których zdobył cztery gole (został wicekrólem strzelców). Był zdobywcą obu bramek w spotkaniu z Egiptem, zdobył też dwa gole w potyczce z Nigerią. Do kolejnych mistrzostw kontynentu Sudańczycy się nie zakwalifikowali, jednak Abas strzelił w eliminacjach przynajmniej trzy bramki. 
W 1970 roku zdobył złoty medal podczas Pucharu Narodów Afryki rozgrywanego w Sudanie. Gaksa zagrał na tym turnieju we wszystkich meczach kadry, zdobywając dwie bramki. Pierwszą zdobył w pierwszym grupowym spotkaniu z drużyną Etiopii (na 3–0). Drugą bramkę zdobył w meczu z Kamerunem. Zagrał również w meczu grupowym z Marokiem podczas kolejnych mistrzostw kontynentu, jednak Sudan odpadł po fazie grupowej.